# Omaha, Nebraska

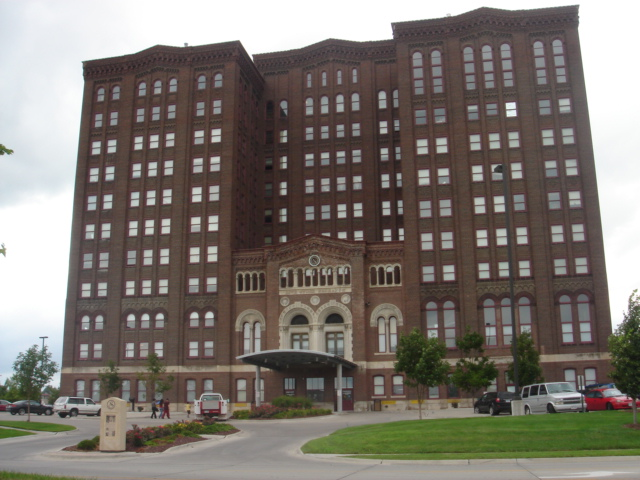
Livestock Exchange Building, byggd 1926, är en symbol för köttindustrins forna betydelse för Omaha. År 1957 var hälften av stadens arbetskraft engagerad i boskaps- och köttindustrin.

Omaha är den största staden i delstaten Nebraska, USA. Staden är belägen i den östra delen av delstaten vid Missourifloden cirka 30 kilometer norr om platsen där Platte River rinner ut i floden. Omaha bildar tillsammans med staden Council Bluffs, Iowa och omgivande områden storstadsregionen Omaha-Council Bluffs metropolitan area. Enligt 2008 års folkräkning från United States Census Bureau var Omahas invånarantal 432 921 vilket enligt Census Bureaus uppskattningar från 2007 gör den till landets 42:a största stad. Omaha och dess förorter bildade det 60:e största storstadsområdet i USA under 2000, med ett beräknat invånarantal på 829 890 uppdelat på 8 countyn. Det bor mer än 1,2 miljoner invånare inom en radie på 80 km från stadens centrum.
Omaha blev under 1800-talet ett viktigt transportnav genom sitt läge i centrala USA, vid östra änden av Transamerikanska järnvägen, färdigställd 1869. Staden har också sedan 1800-talet en stor kött- och livsmedelsindustri, då boskap från västra USA fraktades hit för slakt. Idag har staden en mer diversifierad och tjänsteinriktad ekonomi med högkvarteren för några stora amerikanska företag som Berkshire Hathaway och Union Pacific.

## Historia
Omaha har fått sitt namn efter områdets första kända befolkning, U-mo'n-ho’n ("de bor på klippan"), en siouxspråkig indianstam, vars namn förvanskades till Omaha. Namnet påstås numera ofta betyda "against the current", "up-river-people" och liknande, ett namn som kommer från de nära besläktade osagernas berättelser om dem.
Omaha grundades på sommaren 1854 av folk från Council Bluffs några månader efter Kansas-Nebraska Act skapade Nebraskaterritoriet. Senare samma år valdes staden som huvudstad för Nebraska. 
Staden växte snabbt under 1880-talet genom den snabba utvecklingen av köttförpackningsindustrin i South Omaha, som inkorporerades i Omaha 1915. Under 1880-talet var staden den snabbast växande staden i USA. Tusentals immigranter från centrala och södra Europa kom till Omaha för att jobba på slakterier och i boskapsförsäljningen. 
År 1913 drog en tornado in genom staden som förstörde stora delar av det afro-amerikanska distriktet och dödade ett hundratal människor. Händelsen kom att kallas Easter Sunday Tornado. En annan tråkig händelse i historien var det så kallade Omahaupploppet som inträffade 28 september 1919 efter att en svart man arresterats för att ha våldtagit en vit kvinna. Denna händelse dramatiserades av Max Sparber och producerades av Blue Barn Theatre år 1998. 
Omahatornadon den 6 maj 1975 var en tornado med styrka F4 på Fujitaskalan som drog in över staden. Tre personer dödades och 133 skadades då områden längs South 72nd Street förstördes. Kostnaderna efter tornadon uppgick till mellan 250 och 500 miljoner dollar.
Den 5 december 2007 sköt den då 19-årige Robert A. Hawkins ihjäl åtta människor innan han tog sitt eget liv. Under skottdramat skadades även fem andra människor.

### Demografi
2000 bodde det 390 007 invånare i Omaha. 11,3% av invånarna lever under fattigdomsgränsen.

#### Antal invånare genom åren
- 1860: 1 883
- 1900: 102 555
- 1980: 313 939
- 1990: 335 795
- 2000: 390 007
- 2010: 408 958

## Kultur och sevärdheter
Omahas och Nebraskas mest välbesökta turistattraktion är stadens djurpark, Henry Doorly Zoo and Aquarium.

## Massmedia
- Huvudartikel: Massmedia i Omaha

## Kommunikationer
Sedan 1860-talet är Omaha en viktig järnvägsknut, då Omaha tillsammans med grannstaden Council Bluffs, Iowa på andra sidan Missourifloden utgjorde den östra ändpunkten av den transamerikanska järnvägen, som de flesta passagerare på sträckan mellan östra och västra USA passerade. Järnvägsbolaget Union Pacific har sedan 1800-talet sitt högkvarter här och har fortfarande omfattande verksamhet i staden. Viss passagerartrafik med Amtrak bedrivs fortfarande genom Omaha, men huvuddelen av järnvägstrafiken är idag godstrafik. Den nuvarande järnvägsstationen ligger på 1003 South 9th Street. 
Stadens motorvägsnätverk består av motorvägarna Interstate 80, 480, 680 och 29, samt U.S. Route 75 som här håller motorvägsstandard.
Eppley Airfield i östra delen av staden är Omahas och Nebraskas största flygplats, med inrikesflyg till ett stort antal städer i USA.

## Sport
Omaha har inga klubbar i den högsta serien i någon stor amerikansk sport. Basebollklubben Omaha Storm Chasers spelar i Pacific Coast League, en liga på den högsta nivån av farmarklubbar under Major League Baseball (MLB).

### Sportarenor
- Rosenblatt Stadium
- Omaha Civic Auditorium
- Aksarben
- Qwest Center
- Mid-America Center

## Utbildning

### Skoldistrikt
- Bellevue Public Schools
- District 66
- Millard School District
- Omaha Public Schools
- Papillion-La Vista Public Schools
- Ralston Public Schools

Omaha har även ett antal katolska och församlingshögskolor. Brownell-Talbot School är stadens enda självständiga skola, även stadens äldsta skola, grundad 1863.

### College och universitet
- University of Nebraska at Omaha (UNO)
- Creighton University
- University of Nebraska Medical Center College of Nursing
- Metropolitan Community College
- Grace University
- Bellevue University
- College of Saint Mary
- Devry University
- Nebraska Methodist College
- Nebraska Indian Community College
- Nebraska Wesleyan University
- Vatterott College

## Områden och förorter

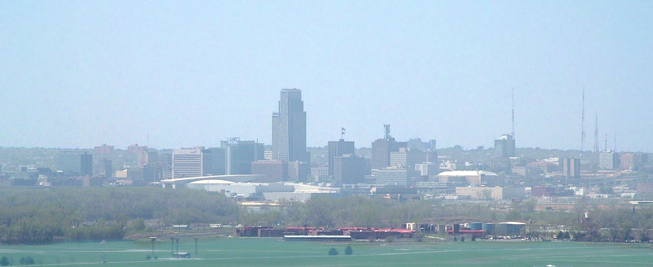
Omahaskyline

- Bellevue
- Benson
- Boys Town
- Chalco
- Dundee
- Elkhorn
- Florence
- La Vista
- Millard
- North Omaha
- Papillion
- Ralston
- South Omaha

## Kända personligheter
- Adam DeVine, komiker, samt regissör och skådespelare i Workaholics
- Fred Astaire, dansare och skådespelare
- Marlon Brando, skådespelare
- Warren Buffett, aktieägande miljardär
- Montgomery Clift, skådespelare
- Henry Fonda, skådespelare
- Peter Fonda, skådespelare
- Gerald R. Ford, president
- Bryan Greenberg, skådespelare
- William Jennings Bryan, politiker och talare
- Jaime King, skådespelare och modell
- Swoosie Kurtz, skådespelare
- Malcolm X, rättighetsaktivist
- Dorothy McGuire, skådespelare
- Nick Nolte, skådespelare
- Conor Oberst, sångare och låtskrivare i bandet Bright Eyes och Desaparecidos
- Ann Ronell, jazzkompositör och textförfattare
- Elliott Smith, sångare och låtskrivare
- Nicholas Sparks, författare
- Gabrielle Union, skådespelerska
- Roger Williams, pianist
- Simon Joyner, sångare och låtskrivare
- Andy Roddick, tennisspelare

## Sånger om Omaha
- Tiny Hill - Omaha
- 311 - Omaha Stylee
- Laura Love - Homage to Omaha
- Chickasaw Mudd Puppies - Omaha (Sharpless)
- Counting Crows - Omaha
- Grand Funk Railroad - We're an American Band (om en natt på ett hotellrum i Omaha)
- Groucho Marx - Omaha, Nebraska
- Desaparecidos - Greater Omaha
- Johnny Otis - Omaha Flash
- Sexual Kickball - I'm Drunk Again
- The Good Life - Leaving Omaha
- They Might Be Giants - Sokol Auditorium
- Waylon Jennings - Omaha
- Stan Freberg - Omaha!
- Moby Grape - Omaha
- Bob Seger/Metallica - Turn the Page ("On a long and lonesome highway, east of Omaha. You can listen the engines moaning out as one old song")